# Laurence Bowers
Laurence Rochelle Bowers (Memphis, 19 aprile 1990) è un ex cestista statunitense.
Era un cestista efficace come rimbalzista e stoppatore, grazie a un'apertura di braccia di 210 centimetri.

## Carriera
Nel periodo di high school raggiunge con il suo istituto le semifinali del campionato giovanile del Tennessee e viene arriva in finale per il riconoscimento di Tennessee's Mr. Basket Award. Come universitario nell'anno da senior, nella Southeastern Conference della NCAA con l'Missouri University, ottiene una media di 14,1 punti e 6,1 rimbalzi a partita. Disputa la stagione 2013-14 in Israele con l'Hapoel Holon, venendo eletto rookie dell'anno della Ligat ha'Al e chiudendo con una media di 12,7 punti e 6,4 rimbalzi a partita. Rimane nella squadra israeliana anche per la stagione successiva, che però viene condizionata da un'operazione al polso, totalizzando una media di 10,8 punti e 6 rimbalzi a gara.
Nella stagione 2015-2016 firma in Italia con l'Orlandina Basket, in quella successiva con Kleb Basket Ferrara.
Nella stagione 2017-2018 firma con Alma Trieste , ma prima dell'inizio della regular season è soggetto ad un infortunio che lo tiene lontano dal campo per le prime partite.
Nonostante ciò, al suo rientro vince in più giornate il titolo di MVP; grazie anche alle sue giocate Trieste centra (da prima assoluta) e vince i playoff e la relativa promozione in Serie A1.
In un post sul suo profilo Instagram del 3 ottobre 2018 comunica il suo ritiro come giocatore.
A novembre pubblica una lettera su Il Piccolo per i tifosi di Trieste.

## Palmarès
- Supercoppa LNP: 1

Pall. Trieste: 2017